# Cymbonotus
Genre
Classification phylogénétique
Cymbonotus est un genre de plante à fleurs de la famille des Asteraceae. Il comprend 3 espèces originaires du sud de l'Australie.
L'espèce type est Cymbonotus lawsonianus d'Australie orientale, communément appelée bear's ears « oreilles d'ours ».
Des études moléculaires des genres africains et de C. lawsonianus ont montré que ce genre était très étroitement apparenté aux genres Arctotis et Haplocarpha, ce qui suggère qu'il doit avoir été transporté à travers l'océan Indien jusqu'en Australie. 

## Liste d'espèces
Selon NCBI (5 août 2010) :
- Cymbonotus lawsonianus Gaudich. (espèce type)
- Cymbonotus maidenii (Beauverd) A.E.Holland & V.A.Funk
- Cymbonotus preissianus Steetz in Lehmann